# 日本の郷土料理
日本の郷土料理（にほんのきょうどりょうり）は日本国内における地方の伝統的料理「郷土料理」であり、「農山漁村の郷土料理百選」では日本各地から選ばれた郷土料理が発表されている。

## 歴史

### 江戸時代以前
冷蔵庫の無い時代であり、漬物や干物、燻製など、長期保存に適した調理方法による郷土料理が多い（例、山梨の鮑の煮貝）。また、長崎カステラのように、ヨーロッパから伝わった製法が独自に発展した例や、卓袱料理の様に中国から伝わった例もある。

### 明治から昭和初期
明治維新と共に、海外から新しい食材や調理法が入ってくる。これらの影響を受けて考案、改良された郷土料理が多い。

### 消滅の危機と郷土料理の見直し
情報伝達の速度が速くなったことと、物流も早くなったこととによって食材の地域性は薄れ、日本各地の各家庭で画一的な料理が提供されるようになり、伝統的な食文化（料理）の継承が困難になってきている。家庭においては、夫婦が共に働く家庭が増えたことで、調理時間が長い料理は次第に作られなくなり、家庭の中では継承されにくいものとなっている。学校教育においても、栄養教諭や家庭科教諭間で「伝統的な食文化」、「郷土料理」の認識が一定しているとは言い難い。
地域性を確保できている伝統的な食文化は、家庭のなかには残されにくく、その家庭も核家族化が進んでしていることで、世代間における食文化の継承が困難になっている。
観光振興や地域活性化、各種イベントやマスコミの紹介などで、目に付きやすい郷土料理ではなく、地域の人たちが普段から口にしている食事を常食（じょうしょく）と称して、調査・研究している料理人や民俗学者、郷土研究家たちがいる。彼らは、地域独自の食文化が消えつつあると警告している。原因として、コンビニエンスストアやスーパーマーケットなど小売業の発展や情報化の発展による日本国内の食生活・食文化の均一化・均質化、家庭内での調理機会の減少（例えば、魚を使った料理）などがあげられている。その一方で、地方のコンビニエンスストアやスーパーマーケットの食品売り場には、少なからずその地域特有の食品が並んでいるのも事実である。そうした場合、しばしば地元の住人はその食品が自らの地域特有の「郷土料理」であることを認識しておらず、全国区的な食品と思い込んでいることも珍しくない。
郷土料理には、地方の特産品を用いていたり、地方独特の地理的・歴史的条件により生まれたものなど様々なものがある。気候風土に適した食材、調味料や調理法。時代の流れにより、淘汰され変化していった料理もある。概要で述べた旧藩による地域ごとの生活習慣によって各地で独特の食文化が発展してきた。

## 地域・食材による分類
例えば、柚餅子は日本各地で郷土料理として点在する他、大村寿司やカスドースといった長崎街道（通称：シュガーロード）を経た砂糖をふんだんに利用した郷土料理が存在する。これらの郷土料理は利用した食材・料理を通じた文化交流の広がり方を知る手がかりにもなっている。
昆虫食
いなごの佃煮やスズメバチの幼虫食などの昆虫食は、山形県、福島県、群馬県、長野県、大分県から熊本県を経て宮崎県・鹿児島県にかけての九州山地脊梁部などの山岳地方の郷土料理となっていることが多い。これは、海沿いと異なり魚からのタンパク質摂取が難しいことから、昆虫を食用とした古い文化が残存したという考え方がある。昆虫は栄養価は高いものの、個々の個体が小さく、採集労力当たり得られる栄養価が相対的に低くなってしまうため、そこまで大量採集の労力をかけることが見合う地域性、また少ない労力で大量に採集できる食材昆虫の種類の選択が関係していると考えられる。一度の採集で大量の幼虫が確保できるスズメバチ類、水田で労せずして大量に採集できるイナゴ、かつては魚のあらなどをため池に浸しておくだけで大量に集めることができたゲンゴロウ、絹糸生産の副産物として大量に得られるカイコのさなぎや成虫などが食材として選択されている。
魚貝類
この他、ウツボ料理、カツオ料理、サンマ料理、マンボウ料理など、県を越えて海岸地域に浸透した郷土料理も数多い。これらは、黒潮などの海流や海上交通網を通じた漁村間のネットワークによって食文化の伝播、浸透が生じたと考えられる。和歌山県の那智勝浦と、千葉県の勝浦において、地名のみならず食文化においても多くの共通性がみられるのはその一例である。有明海などにしか大規模に残っていない干潟に生息する魚介類の料理は、過去に岡山県の児島湾などの他の地域でもみられたのにすでに消滅してしまった例もある。

## 郷土料理の見直し
農林水産省でも、農山漁村において過疎化・高齢化が進み、地域の人々が培ってきた伝統的な文化が失われつつあり、その継承が危ぶまれるなか、地域の食文化の一つである郷土料理を見直し、地域の食材を生かした郷土料理の掘り起こしとともに、全国発信を図るため「郷土料理百選」を2007年度から選定することにしている。郷土料理を、都市と農村との交流、地域活性化につなげようという試みで農山漁村の郷土料理百選として発表した。
さらに、2013年12月にユネスコ無形文化遺産として「和食；日本人の伝統的な食文化」が登録され、日本国内のみでなく世界的にも注目を集めたことで、和食文化が人類共有の財産となると共に、保護と継承を図ることが「無形文化遺産の保護に関する条約」に基づいて日本政府に義務づけられることになった。ただし、ユネスコ無形文化遺産として登録された「和食」は、個々の料理やメニューのことではなく、日本の自然で育まれた食材を選び調理すること、食べる前に「いただきます」という自然や食に携わる人々に対する感謝の気持ちを表すこと、器や調度品などで季節感を楽しむといった日本人の生活の様々な場面で見られる「自然の尊重」の精神に基づいた日本人の食習慣である。
2013年から2020年にかけて、日本国外における「日本食レストラン」は約3倍に相当する約15万6千店に急増しており、訪日観光客が日本の地方旅行でしたいことに「温泉・自然観光地訪問」に次いで「郷土料理を食べる」を挙げるようになるなど、和食文化への関心が高まっている一方で日本国内では食の多様化や家庭環境の変化等によって和食文化の存在感が薄れつつあり、次世代への和食文化の保護・継承は大きな課題となっている。
農林水産省では、和食文化を次世代に継承していくため、子供たちや子育て世代に和食文化を伝える中核的な人材を各都道府県に育成する取組を行うとともに、和食給食の普及や地域固有の多様な食文化である郷土料理のデータベース作成等を行っている。さらに、食に関わるビジネスにおいても和食文化の継承の一翼を担ってもらうた
めの官民協働プロジェクトを2018年度に立ち上げて様々な取組を行っている。
和食文化の普及を行う中核的な人材の育成
2019年度から、幼稚園、保育所等の教諭、保育士、栄養士や小学校の教諭、栄養教諭、学校栄養職員等を対象として、子供たちや子育て世代に対して和食文化の普及活動を行う中核的な人材、「和食文化継承リーダー」を各都道府県で育成するための取組を実施している。
子供たちへの和食文化の普及
子供たちが和食や郷土料理に対する関心と理解を育むことを目的として2016年度から日本全国の小学生を対象とした「全国子ども和食王選手権」を開催している。
和食や郷土料理に関するお絵かき、郷土料理の発表や出汁当てクイズ、箸で行う豆つかみ競争などを通じて和食文化の学習を行う。
2019年度には、対象を拡張し未就学児と保護者の選手権部門も開催するようになった。または小学生を対象とした和食や郷土料理に関する写真を募集する部門も創設しており、43都道府県にて1300名超の小学生などが参加している。
和食給食の普及及
2014年度から、和食料理人が参加する「和食給食応援団」の協力で、学校給食を通して和食文化を伝える取組を推進している。
一般社団法人和食文化国民会議と連携して11月24日の「和食の日」の前後に日本全国の小学校、中学校、保育所などを対象として和食給食の提供や和食文化に関する授業を実施する「だしで味わう和食の日」の取組を行っている。
地域の食文化の保護・継承
郷土料理、すなわちその地域固有の多様な食文化は伝承者の高齢化等の要因から継承が進んでいない状況である。
2019年度から、地域固有の食文化を次世代へ継承することを目的として各都道府県において郷土料理等を含む地域の食文化を継承する体制を構築して、その体制を活用しながら、郷土料理の調査や記録の作成、および作成した内容を広く効果的に発信するための郷土料理データベースの作成・普及を行う取組を開始している。
Let's! 和ごはんプロジェクト
2018年より、官民協働の「Let's! 和ごはんプロジェクト」を始動。
家庭内における「和食」の保護・継承が困難となってきている状況を踏まえて、将来の食嗜好の骨格となる味覚が形成される子供期に身近に、手軽に和食に触れる機会の増加を促し、和食文化の保護と継承につなげていくことを目的としている。
具体的には、食品製造業者、流通業者、中食・外食業者、レシピサイト運営業者や調理家電製造業者といった食にかかわる事業者に「身近・手軽」をキーワードとして、子供たちや忙しい子育て世代が健康的な「和ごはん」を食べる機会を増やしてもらうための商品・サービス開発，販売等の活動を促す。
2019年度には、11月を「和ごはん月間」と定め、プロジェクトメンバー間の連携企画や各種イベント等を重点的に実施した。

### 郷土料理ではないご当地料理
大雑把な定義としては以下のように挙げられる。
B級グルメ
誰からも好まれる味であり、値段は安め庶民的な外食メニューであり、普段から気軽に食べられる食事の意味。
ご当地グルメ
B級グルメの要件を満たした上で、観光客にアピールする料理であり、地元の食生活に根ざしながらその土地の食文化として認識されている料理。
B級ご当地グルメ
B-1グランプリ主催者が命名し、推奨している「ご当地グルメ」の名称。一般的には「B級グルメ」として認識されている。
郷土料理
ある地域の生活の中で、作り食べられ伝承されてきた、その土地特有の料理。ふるさとの味。
田村秀は著作『B級グルメが地方を救う』（2008年、集英社新書、ISBN 978-4087204629）で、（カレーや焼きそばなどは）あえてカタカナ言葉で呼んだほうが似つかわしく身近な感じがすると指摘している。
また、ご当地グルメの仕掛け人ともいえる富士宮焼きそば学会会長の渡辺英彦は、「ご当地グルメとは町おこしの一環であるべき」と主張する。その観点からは、は飲食店業界の利益だけに留まるのが「B級グルメ」であり、町全体の利益のためにあるのが「ご当地グルメ」とも言える。
『地域の生活の中で、作り続け、食べられ続け、伝承されてきた、その土地特有の料理』（すなわち郷土料理）である「ご当地料理」もあれば、そうではない『町おこしのために新たに創作された料理』の「ご当地料理」もあるということである。「郷土料理」はその地域の各家庭で作られ、それぞれの家庭によって多少の味付けが変わるが、具の内容、調味料などの基本はほとんど変わらないといったこともある（例として太田焼きそば）。